# Hegelhofen
Hegelhofen ist ein Stadtteil von Weißenhorn im schwäbischen Landkreis Neu-Ulm. 

## Geographie
Das Kirchdorf grenzt direkt im Norden an Weißenhorn an und liegt am rechten Ufer der Roth. Über die Staatsstraße 2020 ist Hegelhofen mit Weißenhorn und – via Attenhofen – mit Pfaffenhofen a.d.Roth verbunden.

## Baudenkmäler
Siehe auch: Liste der Baudenkmäler in Hegelhofen
In Hegelhofen sind sechs Baudenkmäler ausgewiesen: Neben der katholischen Pfarrkirche St. Nikolaus sind eine Wegkapelle, zwei Steinkreuze, das ehemalige Pfarrhaus, eine Säule auf dem Friedhof sowie eine außerhalb des Dorfes gelegene Feldkapelle aufgeführt.